# Contea di Richland (Montana)
La contea di Richland (in inglese Richland County) è una contea del Montana, negli Stati Uniti. Il suo capoluogo amministrativo è Sidney.

## Storia
La contea fu creata il 27 maggio 1914 dalla contea di Dawson.

## Geografia fisica
La contea di Richland ha un'area di 5.447 km² di cui lo 0,90% è coperto d'acqua. Confina con le seguenti contee:
- contea di Roosevelt - nord
- contea di McCone - ovest
- contea di Dawson - sud
- contea di Wibaux - sud
- contea di McKenzie - est

### Evoluzione demografica

Situazione demografica

## Città principali
- Fairview
- Sidney

## Strade principali
- Montana Highway 16
- Montana Highway 200

## Musei
- MonDak Heritage Center, su mondakheritagecenter.org.